# Liv Hewson
Liv Hewson, född den 29 november 1995 i Canberra, Australien, är en australisk skådespelare.
Hewson har bland annat medverkat i Dramaworld 2016-2021, Santa Clarita Diet 2017-2019 och Yellowjackets 2021-2023.

## Filmografi (i urval)
- 2016-2021: Dramaworld
- 2017-2019: Santa Clarita Diet
- 2011-2023: Yellowjackets